# Caraguata romani
Caraguata romani es un coleóptero de la familia Chrysomelidae.
Fue descrita científicamente por primera vez en 1921 por Weise.